# 221 TQ 1
La 3-221 TQ 1 est une locomotive à vapeur prototype de la SNCF qui fut mise en service en 1947. Elle était de type Atlantic avec une disposition d'essieux de type 221.

## Genèse
Cette machine fut autorisée à la construction par courrier en date du 14 mai 1936, mais la commande n'intervint que le 7 octobre 1938 pour tenter de résoudre le problème du changement de poids sur le rail par la rotation des bielles. Elle fut notifiée à la société suivante : Compagnie Générale de Construction de Loc-Société Dabeg.

## Description
Pour tenter de résoudre ce problème, il fut décidé de doter la machine d'une chaudière classique et d'un moteur polycylindrique pour l'entraînement des essieux.
Le moteur était à 12 cylindres qui transformaient le mouvement alternatif des pistons en un mouvement rotatif par l'intermédiaire d'un arbre à vilebrequin. L'attaque des essieux moteurs se faisait par l'intermédiaire d'un arbre entraînant des vis sans fin et des pignons sur les axes moteurs. L'arbre de transmission avait une vitesse de rotation de 1000 tr/min. Cette motorisation présentait l'avantage de se passer de l'essieu coudé (source de problèmes sur les locomotives ayant plus de deux cylindres). Un autre avantage est le fait que ce type de moteur rapide est moins volumineux, d'une puissance massique plus élevé et d'un meilleur rendement.
Du fait de l'absence de bielles, le châssis était extérieur.

## Utilisation et services
Sortie des ateliers de la Compagnie Générale de Construction de Loc-Société Dabeg dans les premiers jours de 1949, alors que la livraison était prévue en 1947 du fait des vicissitudes de la Seconde Guerre mondiale, elle entreprit immédiatement une série de prises de mesures au banc d'essais de Vitry et fut finalement radiée en 1954, sans jamais avoir assuré de service.

## Conclusion
Cette locomotive devait répondre au souci de réduire les pièces en mouvement et de rendre la marche plus confortable. Cependant, le retard dû à la Seconde Guerre mondiale et le nouveau choix fait par la SNCF en matière de traction font que les bons résultats obtenus n'eurent aucune incidence sur les locomotives à vapeur à venir. On peut, là encore, faire le parallèle avec les autres prototypes qui finalement arrivèrent trop tard : la 2-232 P 1, la 5-232 Q 1, la 3-242 A 1 et la 4-160 A 1.

## Caractéristiques
- Pression de la chaudière : 20 kg/cm2
- Diamètre des roues motrices : 1250 mm
- Diamètre des roues du bogie avant: 960 mm
- Diamètre des roues du bissel arrière: 1250 mm
- Masse en ordre de marche : 79 t
- Masse adhérente : 40 t
- Longueur hors tout : 12,080 m
- Masse totale : ? t
- Longueur totale : 12,08 m
- Vitesse maxi en service : 75 km/h